# NGC 1624
NGC 1624 (również OCL 403 lub Collinder 53) – gromada otwarta znajdująca się w gwiazdozbiorze Perseusza. Została odkryta 28 grudnia 1790 roku przez Williama Herschela. Jest położona w odległości ok. 15 tys. lat świetlnych od Słońca. Gromada ta jest powiązana z obszarem H II Sharpless 2-212.